# Сушак
Сушак (хорв. Sušak, італ. Sussak) — частина Рієки (Хорватія). Становить східну частину міста, відокремлену від центру міста річкою Рєчина, яка колись служила міжнародним кордоном. Помітні особливості Сушака включають громадські пляжі в Печіні і Главаново, а також торговельний центр Tower Center.
Має статус місцевої ради (Mjesni odbor, самоврядна одиниця в Республіці Хорватія), площею 66,07 га, з населенням 1.812 осіб

## Історія
Після скасування Северинської жупанії у 1787 р. на прибережній території від Рієки до Сеня було сформоване так зване Угорське Примор'я, поділене на три дистрикти (котари): Рієцький (riječki), Бакарський (bakarski) та Винодольський (vinodolski). Територія Трсата, Сушака, Вежиці та Драги зараховувалася до бакарського дистрикту (котару). Під час французького правління в період з 1809 по 1813 рр. пряму владу над Трсатом, Сушаком, Доньою Вежицею і Драгою мав Рієцький магістрат, а після відходу французів адміністрація Рієцького магістрату поширювалася над цією територією до 1834 р., коли за наказом Франца ІІ повинна була повернутися під управління Бакара. 
У 1874 р. зі створенням Трсатського муніципалітету (громади) сюди віднесли Сушак, Вежиця і Трсат. Спочатку селищна управа розташовувалась у Трсаті, а у 1882 р. адміністративним центром дистрикту (котара) став Сушак. У той час Сушак стрімко розвивався, перетворюючись із поселення сільського характеру у справжній міський населений пункт. Були збудовані адміністративні, медичні, шкільні та інші громадські будівлі, а також комунальні об'єкти: дороги, водогін, вуличне освітлення тощо. 
У 1885 р. міський голова Сушака Хінко Бачич (Hinko Bačić) ініціював і профінансував будівництво першого в місті готелю Continental. Архітектором став уродженець Сушака Мате Главан, перший місцевий дипломований спеціаліст у цій галузі. Готель було відкрито у 1888 р.
23 жовтня 1919 р. наказом короля сербів, хорватів і словенців Петра І Карагеоргієвича Сушак було проголошено містом, яке мало на той час 12.000 мешканців. У ході розділу Фіуме після італійської окупації Вільної держави Фіуме, за Римським договором, підписаним у січні 1924 р. Беніто Муссоліні (від Королівства Італія) та Ніколою Пашичем (від Королівства сербів, хорватів і словенців), Сушак залишився містом у складі Королівства СХС, за умови спільного використання портових об'єктів.   
1 лютого 1948 р. в результаті виборів до Міського народного комітету в Рієці було закладено підстави для об'єднання Рієки та Сушака. Міські народні комітети Сушака та Рієки запропонували Президії хорватського Сабору об'єднати два міста в одне. 12 лютого 1948 р. відбулося перше засідання Народного комітету Рієки, на якому було засновано котар Рієка.

## Згадки в літературі
Британська письменниця, журналістка, діячка суфражистського руху Ребекка Вест (1892—1983) у 1937 році здійснила подорож Югославією, і на основі зібраних матеріалів у 1941 році видала книжку «Чорне ягня та сірий сокіл» (Black Lamb and Grey Falcon»). У книжці цілий розділ присвячено Сушаку.  

## Видатні уродженці та мешканці
- Еден фон Хорват — австрійський письменник
- Ловро фон Матачич — хорватський диригент і композитор
- Хрвоє Шаринич — політичний діяч, колишній прем'єр-міністр Хорватії в 1992—1993 рр.
- Янко Полич Камов — хорватський письменник, драматург і поет епохи модернізму.